# Субгадра

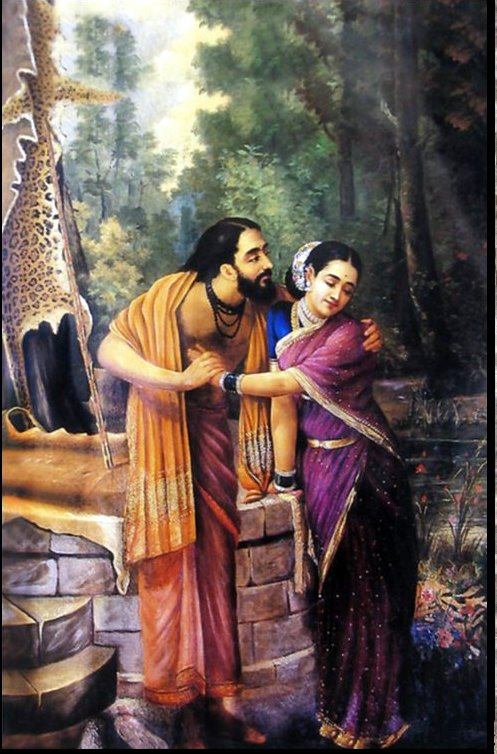
Арджуна і Субхадра.
Картина Раджі Раві Варми.

Субгадра (санскр. सुभद्रा, Subhadrā IAST, «вельми щаслива») — героїня давньоіндійського епосу «Магабгарата», сестра Крішни і Баларами, дружина Арджуни і мати Абхіманью. У індуїзмі Субгадра шанується як втілення Йогамайї або Дурги.
Субгадра була єдиною дочкою Васудеви і Рохіні. Вона народилася після того, як Крішна звільнив Васудеву з в'язниці Камси в Матгурі. Один з Пандавів, Арджуна, порушив обітницю (увійшов до старшого брата царя Юдхіштхіра, коли той усамітнився з загальної дружиною Пандавів Драупаді) і був змушений провести дванадцять років у вигнанні. Останні кілька місяців періоду вигнання він провів в Двараці, в компанії Крішни, Баларами і Субгадри. Крішна і Баларама припадали Арджуні двоюрідними братами, а Субхадра — двоюрідною сестрою, так як їх батько Васудева був братом матері Арджуни Кунті. Під час перебування Арджуни в Двараці, між ним і Субхадрою почався роман. Коли період вигнання Арджуни наблизився до кінця, він запропонував Субгадрі вийти за нього заміж, на що вона боязко погодилася. Крішна, завжди бажав найкращого Арджуні, схвалив їх рішення. Розуміючи, що вся сім'я сприйме з несхваленням перспективу виходу Субгадри заміж за Арджуну, у якого на той час вже було три дружини, Крішна допомагає організувати втечу подружжя з Двараки в Індрапрастгу. За порадою Крішни, під час втечі колісницю вела Субгадра, а не Арджуна. Пізніше Крішна використовував цей факт для переконання сім'ї в тому, що насправді це Субгадра викрала Арджуну, а не навпаки. Коли Арджуна після довгої розлуки постав перед старшою дружиною і царицею Пандавів Драупаді, та приревнувала його до юної Субгадри і прогнала Арджуну зі своїх покоїв. Гнів Драупаді заспокоївся лише коли Субгадра з'явилася до ревнивої цариці з висловленням покірності і оголосила себе її служницею.
Незабаром у Субгадри і Арджуни народився син Абхіманью. Абхіманью отримав всебічну освіту, навчаючись під керівництвом самого Крішни. Коли Панадави перебували в тринадцятирічному вигнанні, Субхадра з Абхіманью жили в Двараці при дворі Васудеви, і Арджуна побачив сина вже юнаком, коли Крішна привіз його до двору Вірати, де Пандави ховалися в останній рік вигнання (відображення епосом матрилінійного та матрилокального шлюбу. Аналогічно незнайомі з батьками син Одіссея від Цирцеї Телегон). У царстві Матсйа Абхіманью одружився з дочкою царя Вірати Уттарою. Юний Абхіманью був непереможним богатирем, котрий перевершував за потужністю самого Арджуну. Юний Абхіманью гине в нерівній сутичці з шістьма найбільшими воїнами армії Кауравів, включаючи Бгішму і Карну під час битви на Курукшетрі. Уттара, яка була вагітна на момент смерті чоловіка, народжує сина Парікшита, якому судилося в майбутньому стати єдиним, що залишився живим, представником династії Куру (тобто як Пандавів, так і Кауравів). Досягнувши повноліття, Парікшит стає імператором, а Пандави усамітнюються в Гімалаях. Субхадра ж залишається зі своїм онуком.
У храмі Джаганнатха в Пурі божеству Субгадри поклоняються поряд із божествами Джаганнатха і (Крішни) і Баладеви (Баларами). Під час щорічно проведеного фестивалю Ратга-ятри, Субгадру везуть в одній з трьох гігантських колісниць.